# Dullahanowie
Dullahanowie – w mitologii irlandzkiej ponurzy, wredni i dzicy jeźdźcy bez głów, ubrani w czarne peleryny.
Dullahany przemieszczają się szybko na narowistych rumakach przez tereny prowincjonalne. Najłatwiej spotkać je około północy. Głowy noszą na siodle albo też dzierżą je w uniesionej wysoko dłoni, przez co lepiej wypatrują ofiar. Ktokolwiek spojrzy w ich oczy straci wzrok. Gdy Dullahan wyhamuje swego rumaka, by zatrzymać się na popas zawsze w pobliżu umiera człowiek.